# Cirurgia geral

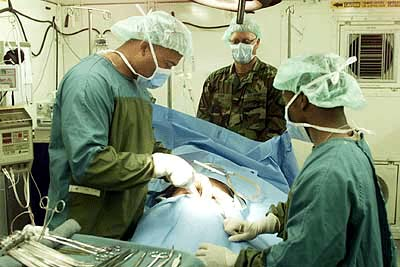
Uma cirurgia geral.

Cirurgia Geral é a especialidade médica cuja área de atuação compreende: Cirurgia Abdominal, cirurgia videolaparoscópica e cirurgia do trauma. Esta especialidade médica ocupa-se do estudo dos mecanismo fisiopatológicos, diagnóstico e tratamento de enfermidades passíveis de abordagem por procedimentos cirúrgicos. A residência médica em Cirurgia Geral é também um pré-requisito para várias outras especialidades cirúrgicas. 
Recentemente a Associação Médica Brasileira e o CFM reconheceram a Cirurgia Geral como especialidade e não apenas sendo pré-requisito para outras especialidades. E com isso, atualmente o Cirurgião Geral é aquele habilitado e treinado para resolução das afecções cirúrgicas mais comuns, além de se dedicar à cirurgias laparoscópicas e a cirurgia do trauma da região abdominal. No Brasil, a duração é de 2 anos de curso sendo o terceiro opcional para a obtenção de maiores conhecimentos.

## Em Portugal
Em Portugal, o internato para ser especialista em Cirurgia Geral consiste numa residência que tem a duração de 6 anos (72 meses) distribuídos do seguinte modo: 48 de Cirurgia Geral - o que inclui 12 de Cirurgia Cervical (do Pescoço); 3 de Traumatologia, 3 de Cirurgia Pediátrica, 3 de Cirurgia Plástica, 3 de Ortopedia, 2 de Cirurgia Maxilo-Facial, 2 de Cirurgia Cardiotorácica, 2 de Cirurgia Vascular, 2 de Neurocirurgia, 2 de Ginecologia e 2 de Urologia.  
A avaliação (teórica, prática e curricular) é feita no final de cada ano do internato. Finalizado este período de formação, o médico passa pelo extenso e rigoroso Exame Final de Especialidade, que sendo aprovado, recebe o título de Cirurgião Geral (especialista em Cirurgia Geral).  